# Paul Carrack
Paul Melvyn Carrack (Sheffield, 22 april 1951) is een Britse zanger, musicus en multi-instrumentalist die in de loop der jaren lid was van verschillende bands en wereldwijd optrad met bekende acts.

## Biografie
Paul Carrack is een voor Grammy's genomineerde singer/songwriter/multi-instrumentalist, met wereldwijd grote hits, die ondanks dit alles in zekere anonimiteit zijn privéleven kan leiden. Al meer dan vijftig jaar zingt Carrack met, schrijft voor, treedt op met, of is bandgenoot van ontelbare artiesten. Daarmee behelst zijn repertoire dan ook alle muzikale gebieden, variërend van pop, rock tot soul. De lijst van talenten met wie Carrack in aanraking is geweest is indrukwekkend. Hij werkte met Sting, Phil Collins, de Eagles, Elvis Costello, Roger Waters, Diana Ross, Rod Stewart, de Frankie Miller Band, Roxy Music, The Smiths, The Undertones, Madness, John Hiatt, the Pretenders, Michael McDonald, Tom Jones, BB King, Eric Clapton, Summerland  en vele anderen.
Terwijl hij deel uitmaakte van bands als Mike and the Mechanics maakte hij ook een aantal soloalbums: Nightbird, Suburban Voodoo; in 1993 maakte hij een album vol covers onder de naam Spin 1ne 2wo.
Toen in 2000 Mike and the Mechanics min of meer uit elkaar viel, door het overlijden van Paul Young, kreeg de solocarrière van Carrack een boost. Tot op heden is de Engelse zanger zeer productief en treedt regelmatig live op.

### Bands
De tophits die hij maakte als bandlid van Ace, met How Long, Squeeze met Tempted en Mike and the Mechanics, met de voor een Grammy genomineerde The Living Years en Over My Shoulder, zijn altijd een belangrijk onderdeel van zijn repertoire gebleven.
In 2004 is het laatste album van Mike and the Mechanics met Paul Carrack uitgekomen, genaamd Rewired, het eerste album van de band sinds het overlijden van tweede leadzanger Paul Young in 2000. Op het album is duidelijk de invloed te horen van met name Paul Carrack en natuurlijk oprichter Mike Rutherford  (o.a. bekend van Genesis)

### Solo
Zijn solocarrière, tussen de bedrijven door, bleef ook niet onopgemerkt met albums als Nightbird, Suburban Voodoo (met top 20-hit I Need You), One Good Reason (met het bekende Don't shed a tear), Groove approved (met de hit Dedicated) en het door critici bejubelde album Blue Views (met de superhits For Once In Our Lives en Eyes Of Blue). Na in 1996 getourd te hebben met Sting was Carrack zo geïnspireerd geraakt dat hij de studio in dook om samen met Toby Chapman en Garry Wallis het album A Beautiful World op te nemen. De albums Groovin'  (2000) en Still Groovin'  (2001) volgden en ook de tournees die Carrack over de wereld maakt zijn vaak uitermate succesvol met uitverkochte zalen. Recentelijk werkte hij nog met artiesten als Elton John, Van Morrison, Eric Clapton, Simply Red, BB King, Mariah Carey, Phil Collins en Ringo Starr.
In 2003 verscheen het album It Ain't Over, dat volledig in het teken staat van autonoom zijn binnen de muziekindustrie. Het album kwam niet alleen op Carracks eigen label uit; hij schreef, produceerde en speelde vrijwel alle instrumenten zelf: van drums, bas en gitaar tot orgel.
In 2007 zong hij in het Avro-programma Carmen Meets Carmen een duet met Do.

### Latere carrière
Paul Carrack heeft eind 2006 een compilatie-album uitgebracht onder de titel The Story So Far en in 2007 kwam zijn elfde studioalbum uit: Old, New, Borrowed and Blue. In Vlaanderen verscheen begin 2007 een single waarop Carrack een duet zingt met ex-Trinity-zangeres Sofie Verbruggen: Love Will Keep Us Alive, dat Carrack destijds schreef voor de Eagles. Tevens is Paul Carrack te horen in het lied Ride On van de Nederlandse loungeformatie Gare du Nord. Ride On staat op het album Sex 'n Jazz Vol. 1, uitgebracht in mei 2007.
In oktober 2008 was hij te gast bij de Wit Licht-concerten van Marco Borsato in het GelreDome in Arnhem, waar hij Dedicated en Over My Shoulder ten gehore bracht. Op 18 juli 2009 trad hij, wederom in het GelreDome, op als voorprogramma voor de legendarische Amerikaanse rockband Eagles voor circa 30.000 toeschouwers.

## Discografie

### Albums
| Album met eventuele hitnotering(en) in de Nederlandse Album Top 100 | Datum van verschijnen | Datum van binnenkomst | Hoogste positie | Aantal weken | Opmerkingen                      |
| ------------------------------------------------------------------- | --------------------- | --------------------- | --------------- | ------------ | -------------------------------- |
| The nightbird                                                       | 1980                  | -                     |                 |              |                                  |
| Suburban voodoo                                                     | 1982                  | 29-01-1983            | 33              | 6            |                                  |
| One good reason                                                     | 1987                  | -                     |                 |              |                                  |
| Groove approved                                                     | 1989                  | -                     |                 |              |                                  |
| Blue views                                                          | 1996                  | -                     |                 |              |                                  |
| Beautiful world                                                     | 1997                  | -                     |                 |              |                                  |
| Satisfy my soul                                                     | 2000                  | -                     |                 |              |                                  |
| Groovin'                                                            | 2001                  | 27-07-2002            | 73              | 3            |                                  |
| Still groovin                                                       | 2002                  | -                     |                 |              |                                  |
| It ain't over...                                                    | 2003                  | 24-05-2003            | 64              | 2            |                                  |
| Live at the Opera House                                             | 2004                  | -                     |                 |              | Live dvd                         |
| Live in Liverpool                                                   | 2005                  | -                     |                 |              | cd & dvd                         |
| Winter wonderland                                                   | 2005                  | -                     |                 |              | met SWR Big Band                 |
| Greatest hits - The story so far                                    | 2006                  | 02-12-2006            | 40              | 4            | Verzamelalbum                    |
| Old, new, borrowed and blue                                         | 23-11-2007            | -                     |                 |              |                                  |
| I know that name                                                    | 20-10-2008            | 08-11-2008            | 53              | 2            |                                  |
| A different hat                                                     | 22-10-2010            | -                     |                 |              | met Royal Philharmonic Orchestra |
| Collected                                                           | 14-09-2012            | 22-09-2012            | 12              | 11           | Verzamelalbum                    |
| Good feeling                                                        | 21-09-2012            | 10-11-2012            | 55              | 1            |                                  |
| Rain or shine                                                       | 29-11-2013            | -                     |                 |              |                                  |
| Soul shadows                                                        | 15-01-2016            | 23-01-2016            | 75              | 1            |                                  |
| These days                                                          | 07-09-2018            | -                     |                 |              |                                  |

| Album met hitnotering(en) in de Vlaamse Ultratop 200 albums | Datum van verschijnen | Datum van binnenkomst | Hoogste positie | Aantal weken | Opmerkingen |
| ----------------------------------------------------------- | --------------------- | --------------------- | --------------- | ------------ | ----------- |
| Soul shadows                                                | 2016                  | 23-01-2016            | 161             | 2            |             |

### Singles
| Single met eventuele hitnotering(en) in de Nederlandse Top 40 | Datum van verschijnen | Datum van binnenkomst | Hoogste positie | Aantal weken | Opmerkingen                                                             |
| ------------------------------------------------------------- | --------------------- | --------------------- | --------------- | ------------ | ----------------------------------------------------------------------- |
| I Need You                                                    | 1983                  | 22-01-1983            | 15              | 7            | Nr. 21 in de Nationale Hitparade / Nr. 13 in de TROS Top 50             |
| When You Walk in the Room                                     | 1987                  | 13-06-1987            | tip2            | -            | Nr. 39 in de Nationale Hitparade Top 100                                |
| Don't Shed a Tear                                             | 1987                  | 21-11-1987            | 21              | 5            | Nr. 20 in de Nationale Hitparade Top 100 / Veronica Alarmschijf Radio 3 |
| Dedicated                                                     | 1990                  | 03-11-1990            | 28              | 3            | Nr. 20 in de Nationale Top 100                                          |
| Eyes of Blue                                                  | 1997                  | -                     |                 |              | Nr. 71 in de Mega Top 100                                               |
| The Way I'm Feeling Tonight                                   | 1997                  | -                     |                 |              | Nr. 100 in de Mega Top 100                                              |
| Satisfy My Soul                                               | 2001                  | -                     |                 |              | Nr. 87 in de Mega Top 100                                               |
| Better than Nothing                                           | 2002                  | -                     |                 |              | Nr. 89 in de Mega Top 100                                               |
| Groovin'                                                      | 2002                  | -                     |                 |              | Nr. 90 in de Mega Top 100                                               |
| Where Did I Go Wrong                                          | 2003                  | -                     |                 |              | Nr. 95 in de B2B Single Top 100                                         |

| Single met hitnotering(en) in de Vlaamse Ultratop 50 | Datum van verschijnen | Datum van binnenkomst | Hoogste positie | Aantal weken | Opmerkingen                 |
| ---------------------------------------------------- | --------------------- | --------------------- | --------------- | ------------ | --------------------------- |
| I Need You                                           | 1983                  | 12-02-1983            | 19              | 4            | Nr. 19 in de Radio 2 Top 30 |
| Keep On Lovin' You                                   | 2016                  | 30-01-2016            | tip             | -            |                             |
| The Only One                                         | 2019                  | 11-01-2020            | tip             | -            | met Sofie                   |

### NPO Radio 2 Top 2000
| Nummer met noteringen in de NPO Radio 2 Top 2000 | '09  | '10  |
| ------------------------------------------------ | ---- | ---- |
| Dedicated                                        | 1833 | 1923 |

1. ↑  Een vetgedrukt getal geeft de hoogste notering aan.
2. ↑  2009 was het eerste jaar met een notering voor dit nummer.
3. ↑  Deze tabel is bijgewerkt tot en met de laatste editie (2024).

### Dvd's
| Dvd's met hitnoteringen in de Nederlandse Music Top 30 | Datum van verschijnen | Datum van binnenkomst | Hoogste positie | Aantal weken | Opmerkingen |
| ------------------------------------------------------ | --------------------- | --------------------- | --------------- | ------------ | ----------- |
| Live at rockpalast                                     | 2007                  | 17-03-2007            | 30              | 1            |             |
| I know that name - Live in concert                     | 2009                  | 25-07-2009            | 22              | 2            |             |